# Elecciones generales de Honduras de 1898
Las elecciones generales de Honduras de 1898, fueron las últimas del siglo XIX. La votación se realizó los días 30 y 31 de octubre y el 1 de noviembre. En ella se eligió el cambio de autoridades gubernamentales según la Constitución de 1894:
- Presidente de Honduras: Jefe de Estado de Honduras que ejercería las funciones del Poder Ejecutivo de Honduras para un periodo de 4 años .
- Los diputados del Congreso Nacional: 1 diputado propietario y uno suplente por cada diez mil habitantes.

El escrutinio de los votos se realizó el mes de enero de 1899. Este se hacía en una Asamblea Nacional, y seguidamente se seleccionaban los candidatos a diputados del Congreso. A instancias del entonces Presidente Policarpo Bonilla, se reunió a una "Junta de Amigos" en el Palacio de Tegucigalpa el 14 de enero de 1898, quienes escogieron como candidato a la presidencia por el Partido Liberal a Terencio Sierra, y a José María Reina a la vicepresidencia.
En ese entonces existían los recién fundados Partido Liberal de Honduras (5 de febrero de 1891) y Partido Progresista (8 de febrero de 1891).
Bonilla impuso la candidatura única de Sierra como una forma de garantizar la permanencia del partido en el poder, la cual tuvo una aceptación general en el país.
El resultado fue de 36,796 votos para Terencio Sierra, de una base de 44,537 sufragantes; y de 37,546 votos para José María Reina, de una base de 44,408 electores.